# Paradoja de Bentley
La Paradoja de Bentley es el nombre de una aparente paradoja que el reverendo Richard Bentley presentó a Isaac Newton en 1692, poco después de la publicación de Principia Mathematica. Según Newton, la gravedad atrae dos cuerpos entre sí con un alcance ilimitado. Si es así, preguntó Bentley, si asumimos que el universo es finito, debería haberse colapsado hace mucho tiempo en un punto; y si asumimos que es infinito, entonces se ejerce una atracción infinita sobre cada estrella, con lo cual nuevamente el universo debería colapsarse. Newton respondió que si el universo es infinito pero completamente simétrico, la atracción que opera en diferentes direcciones sobre la misma estrella se equilibraría resultando una fuerza total nula. Sin embargo, se dio cuenta de que se trataba de una solución inestable y de que cualquier oscilación provocaría el colapso de dicho universo, porque las fuerzas de un lado superarían a las del lado opuesto. Su solución fue decir que Dios interviene constantemente haciendo pequeñas modificaciones sobre la posición de las estrellas: "Se necesita un milagro continuo que evite que el sol y las estrellas en reposo galopen unas hacia las otras por la gravedad".
Aunque la explicación de Newton era bastante insatisfactoria desde un punto de vista cosmológico, la paradoja de Bentley podría ser la razón detrás del "Big Crunch", el fenómeno opuesto al "Big Bang"
La explicación comúnmente aceptada hoy en día es que el universo es infinito y se está expandiendo, y la gravedad ralentiza la expansión localmente (entre objetos de la misma galaxia) pero eclipsa la fuerza repulsiva de la energía oscura a mayores distancias (entre una galaxia y otra) lo cual sería compatible con las observaciones.